# Never Trust a Guy Who After Having Been a Punk, Is Now Playing Electro
Albums de Les Wampas
Kiss
(2000) Never trust a live !
(2004)
Never Trust a Guy Who After Having Been a Punk, Is Now Playing Electro est le 8e album du groupe de rock français Les Wampas, paru en 2003. Le titre de l'album, de l'anglais signifiant littéralement « Ne fais jamais confiance à un mec qui après avoir été un punk, joue maintenant de l'électro », fait référence à Nicolas Kantorovwicz (BenSam), ancien bassiste du groupe s'étant orienté vers la musique électronique en intégrant le groupe Sporto Kantes.

## Liste des pistes
1. Le Télégramme de Brest (3:37)
2. Manu Chao (2:49)
3. Comme un Kényan (3:49)
4. Je t'ai donné ma vie (3:05)
5. Little Daewoo (3:38)
6. Toulouse (2:49)
7. C.R.S. (2:58)
8. Vol à voile (3:12)
9. Le Vélo violet (2:25)
10. Chocorêve (3:40)
11. Giscard complice (2:05)
12. Les Apprentis Charcutiers (3:40)
13. Country en Croatie (1:48)
14. L'Aquarium tactile (2:38)
15. Liste de droite (3:20)

## Fiche technique
- Didier Wampas (chant)
- Philippe Almosnino (guitare)
- Joseph Dahan (guitare)
- Jean-Michel Lejoux (basse)
- Nicolas Shauer (batterie)

## Singles
Cet album a donné lieu à un single, Manu Chao, paru en 2003, qui contient les pistes suivantes :
1. Manu Chao
2. CGT

Ce single comportait également le clip de Manu Chao.